# 육군항공통신학교
육군항공통신학교(陸軍航空通信学校)는 일본 제국 이바라키현 미토시 소재 일본 제국 육군 항공대의 군학교이다. 1940년 8월 1일부터 1945년 8월 30일까지 운영되었다.